# Kutinica
Kutinica is een plaats in de gemeente Kutina in de Kroatische provincie Sisak-Moslavina. De plaats telt 68 inwoners (2001).